# Alexandria d'Aria
Alexandria d'Aria (Ἀλεξάνδρεια ἐν Ἀρίοις) fou una ciutat suposadament fundada per Alexandre el Gran a Aria o Ariana el 330 aC, que correspon a la moderna Herat, capital de la regió del Gran Khorasan, al nord-oest de l'Afganistan. Probablement es va fundar en el lloc d'Artacoana, la capital del territori, que havia donat suport a la revolta de Satibarzanes.